# 芒努斯·赫尔贝里
芒努斯·赫尔贝里（瑞典語：Magnus Hellberg，1991年4月4日—），瑞典男子冰球运动员。他曾入选2018年和2022年冬季奥林匹克运动会瑞典男子冰球队名单，其中2018年冬季奥运会未上场参赛，2022年冬季奥运会获得第四名。